# Fernando Villalón
Fernando Villalón-Daoíz y Halcón, conocido como Fernando Villalón (Sevilla, 31 de mayo de 1881-Madrid, 8 de marzo de 1930), VIII conde de Miraflores de los Ángeles fue un poeta y ganadero español.

## Biografía
Su madre fue Ana Halcón y Sáenz de Tejada, hija de los marqueses de San Gil, y su padre fue Andrés Villalón-Daoiz y Torres de Navarra, conde de Miraflores de los Ángeles.
Andrés era artillero y fue ayudante del duque de Montpensier, que tenía su residencia habitual en el Palacio de San Telmo de Sevilla, hasta que se enteró de que el duque conspiraba contra la reina Isabel II.
Fernando fue el primogénito del matrimonio. Nació en 1881 en Sevilla en la calle de los Alcázares, número 6, en casa de sus abuelos maternos, los marqueses de San Gil. En 1887 la casa fue adquirida por la Compañía de la Cruz. En 1932 murió en este lugar la fundadora de esa congregación, santa Ángela de la Cruz, y, ese mismo año, el Ayuntamiento rotuló la calle como Sor Ángela de la Cruz.
Según el periodista y político Manuel Halcón fue bautizado en la Iglesia de San Pedro de Sevilla pero según el profesor de la Universidad de Perpiñán Jacques Issorel fue bautizado en la Iglesia de San Juan de la Palma.
Fernando vivió con sus padres en la calle Ramón Auñón (conocida también como calle las Morenas), número 7, de Morón de la Frontera y pasó también temporadas en el Cortijo de la Rana, en el mismo municipio.
El 15 de febrero de 1885 nació Jerónimo, hermano de Fernando.
En octubre de 1890 Fernando entró como interno en el Colegio San Luis Gonzaga, de los jesuitas, en el Puerto de Santa María. Desde 1893 fue compañero en este colegio de Juan Ramón Jiménez, entablando ambos una amistad.
En 1896 comenzó a dar clases de guitarra y tuvo como compañero a Pepe Naranjo y de maestro a Pepe Mesa que, a su vez, fue discípulo del Niño de Morón.
El 10 de junio de 1896 realizó el ejercicio para el grado de bachiller en Ciencias y Letras en el instituto de Jerez de la Frontera, obteniendo un sobresaliente.
Sentía una gran afición por el campo, pero su madre quiso que estudiara la carrera diplomática. Por complacerla, en 1896 inició la carrera de Derecho en la Universidad de Sevilla. En 1901 abandonó la carrera, faltándole solo tres asignaturas para licenciarse. En esta etapa realizó un viaje a París.
El 8 de mayo de 1907 el bandolero Pernales robó 500 pesetas en el cortijo de La Rana. Manuel Halcón narra un encuentro de Fernando Villalón en un cerro con el Pernales por estas fechas. El bandolero le regaló un puñal que tenía inscrito el año 1867.
Manuel Halcón indica que una parte de los toros de la ganadería condesa (como se llamaba a la de casta Vistahermosa) fue adquirida por Juan Domínguez Ortiz (El Barbero de Utrera), siendo heredada posteriormente por Arias de Saavedra, el cual vendió buena parte a la viuda de Murube en 1863. Otra parte saavedreña pasó hacia 1868 a Ildefonso Núñez de Prado. Las reses de este último fueron luego heredadas por sus sobrinos Pacheco y Núñez de Prado. A finales del siglo XIX vendieron parte de estas reses a José Antonio Adalid y Juan Vázquez. En 1904, gracias a la herencia de su tío Antonio León, Fernando Villalón compró parte de la ganadería de José Antonio Adalid.
Manuel Halcón escribió en su obra Recuerdos de Fernando Villalón lo siguiente:

Fernando Villalón tenía un sueño: criar toros antiguos. Algunos decían que de ojos verdes, como cornúpetos de mosaicos míticos; otros que con cuernos de media luna que tenían en el nacimiento de la cornamenta un extraño color verdoso, como la casta de los Saavedra, solera de toros bravos; y había quien aseguraba que lo que pretendía era que sus reses tuvieran una vértebra más para que no cayeran en la burla de la lidia. Naturalmente, ningún diestro quería torear los bichos de Villalón, que quedaron para musas salvajes de sus poesías.

Según Jacques Issorel, fue a contracorriente de la evolución de la tauromaquia. Cuando, a partir de 1913, se imponía el toreo estético de Juan Belmonte, que exigía un toro menos agresivo, Fernando Villalón pretendía criar toros fieros como los toreados por Pedro Romero y Pepe-Hillo en los comienzos de la tauromaquia. Muchas figuras del momento se negaban a enfrentarse a los toros de Villalón debido a que eran demasiado peligrosos.
Villalón quiso criar sus toros en las marismas del Guadalquivir. En 1915 su padre falleció y heredó tierras de olivar en Morón de la Frontera, de ganancia segura, que vendió para comprar o alquilar terrenos en las marismas del Guadalquivir y sus alrededores con este propósito.
Hacia 1914 conoció al escritor José María de Cossío en Sevilla. De Cossío continuó viajando a la ciudad andaluza los años siguientes, donde trataba con ganaderos y toreros y donde solía toparse con Villalón.
En 1917 conoció a Concepción Ramos Ruiz (1890-1980), "Conchita", con quien vivió hasta su muerte.
En 1918 compró la casa de la calle San Bartolomé, número 1, en el barrio de San Bartolomé de Sevilla.
En 1918 empezó a escribir sus primeros poemas.
En 1921 compró en Lebrija el cortijo de la Sierra de Gibalbín y la dehesa de Majada Vieja. Vendió estas propiedades en 1924.
En 1922 vendió 25 toros bravos y 26 novillos. En 1924 vendió 6 toros y 19 novillos e hipotecó su casa de la calle San Bartolomé de Sevilla en garantía de un préstamo de 45 000 pesetas. En 1925 vendió 26 toros, 104 novillos y 100 vacas a Juan Belmonte. En 1926 vendió el resto de sus reses como carne de matadero.
En septiembre de 1926 aprobó en la Universidad Central de Madrid las tres asignaturas que le faltaban de la carrera de Derecho y se licenció.
En 1926 publicó en la revista sevillana Mediodía su poema Mañana de San Juan. Se enfadó posteriormente con los miembros de Mediodía, que rechazaron publicar sus Romances de tierra adentro como suplemento. En 1926 publicó en Sevilla su primer libro: Andalucía la Baja. Este se divide en siete secciones: Las Tres Marías Atlánticas, Momentos de la ciudad, Momentos del campo, Fotografías en verso, El alma de las canciones, Romances de tierra adentro y Rabel de “las Tres Marías”.
El 10 de diciembre de 1926 participó en un homenaje al poeta Alejandro Collantes de Terán y recitó dos poemas que había escrito para la ocasión.
En 1927 el libro Andalucía la Baja se publicó también en Madrid.
Adriano del Valle, Rogelio Buendía y Fernando Villalón fundaron en Huelva en 1927 la revista Papel de Aleluyas. Pronto, se produjeron en el seno de la revista problemas financieros y personales que llevaron a la renuncia de la dirección del onubense Rogelio Buendía y a la edición de la revista en Sevilla. Papel de Aleluyas dejó de publicarse en 1928.
En la Feria de Abril de Sevilla de 1927 Villalón conoció al poeta Gerardo Diego. Entre 1927 y 1928 Villalón y Diego, que residía entonces en Gijón, cruzaron 16 cartas.
En mayo de 1927 el poeta Rafael Alberti estuvo en la finca de Pino Montano de Sevilla, invitado por el torero Ignacio Sánchez Mejías. Entonces, Ignacio le presentó a Fernando Villalón. Alberti narró el encuentro con las siguientes palabras:

Intimamos, aquella misma noche, después de la fiesta de ayes y guitarras por Joselito, en Pino Montano, la hermosa finca de Ignacio en las afueras; y luego, aún más estrechamente, durante dos días por los jardines del Alcázar, ante los zurbaranes del Museo, por los encalados aromas de Santa Cruz, en el viento alto de la Giralda, en las ruinas de zarzas y lagunas de la Itálica de Trajano

En noviembre de 1927 publicó en la revista Oromana su cuento La palabra que se hizo carne.
En diciembre de 1927 Villalón se encontró en Sevilla con los poetas Federico García Lorca, Dámaso Alonso, Jorge Guillén, José Bergamín, Juan Chabás y Gerardo Diego, que habían sido invitados por José María Romero Martínez, presidente de la sección de Literatura del Ateneo de Sevilla, para unas jornadas en homenaje a Luis de Góngora. Juan Ignacio Sánchez Mejías se dedicó a agasajar a estos poetas durante su estancia en la ciudad, llegando a invitarlos a una fiesta en su finca de Pino Montano. Las jornadas tuvieron lugar en el salón de actos de la Real Sociedad Económica de Amigos del País, en la calle Rioja, y en una de ellas se leyeron poemas de Fernando Villalón.
En 1928 Vicente Aleixandre le mandó a Villalón un ejemplar del libro Ámbito y, el 16 de mayo de ese año, le escribió pidiéndole un ejemplar de Andalucía la Baja.
Existe correspondencia entre el poeta sevillano Luis Cernuda y Fernando Villalón, lo que, junto con un comentario de Luis Ortiz Muñoz en una carta del 24 de febrero de 1928, indica que tuvieron relación por estas fechas.
Participaba en las tertulias del Café Nacional, en la calle Sierpes, junto con Rafael Porlán, Rafael Laffón, Juan Sierra González y Joaquín Romero Murube.
En 1928 publicó su libro La Toriada y en 1929 su libro Romances del Ochocientos, ambos como suplementos de la revista malagueña Litoral.
En 1929 se trasladó a Madrid, donde retomó el contacto con Rafael Alberti y Gerardo Diego.
Villalón y Aleixandre se vieron un par de veces en Madrid, una de las cuales en compañía de Federico García Lorca.
El 2 de marzo de 1930 hizo testamento, nombrando como heredera universal a Concepción Ramos Ruiz.
Falleció en Madrid el 8 de marzo de 1930 en una clínica de la calle Ríos Rosas, número 34, de litiasis infectada doble. Fue enterrado en el madrileño cementerio de la Almudena.
Según lo que dispuso en el testamento, fue enterrado vestido con ropa de campo, botas de montar y espuelas. También pidió ser enterrado con un reloj en funcionamiento.

### Historia antigua y mitología en su pensamiento
Tenía presente el mito clásico de los toros de Gerión que fueron robados por Hércules en Eritea.
También era conocedor de la obra de Estrabón, que ubicaba Tartessos en el valle del río Guadalquivir.
Menciona en su obra también el mito del Minotauro, encerrado en el Laberinto de Creta construido por Dédalo.
Escribió La Toríada, donde los toros son héroes similares a los de La Ilíada de Homero.
Otra referencia a la mitología en su obra es la del titán Kronos en su poema Kaos.

### Teosofía y ocultismo
En la década de 1910 la teosofía penetró en Sevilla. En 1916 el pintor José Villegas Cordero expuso en el Salón Colón del Ayuntamiento de Sevilla un conjunto de doce cuadros llamado El Decálogo, que representa los diez mandamientos teosóficos más un prólogo y un epílogo. El 21 de julio de 1918 se fundó la Sociedad Teosófica de Sevilla. En 1920 empezó a publicarse en Sevilla una revista teosófica llamada Zanoní, el mismo título que una novela rosacruz publicada por Edward Bulwer-Lytton en 1842. Fernando Villalón perteneció a la rama teosófica zanoní.
Para el filólogo Miguel García-Posada, Villalón era brujo, en el sentido literal del término. También lo definió como brujo el poeta Mauricio Bacarisse.
Rafael Alberti narró que Villalón le hipnotizó para que sirviera de médium.

## Homenajes y legado
Hay una calle dedicada al poeta en el sevillano barrio de Huerta de la Salud y otra en el pueblo sevillano de Morón de la Frontera. Además, tiene una calle en San Pedro de Alcántara, Mairena del Alcor y El Puerto de Santa María. Desde el año 2000 se encuentra en Morón de la Frontera la Casa de la Cultura Fernando Villalón, situada en la que fue residencia de los condes de Miraflores, palacete del siglo XVIII. En Morón de la Frontera también hay un colegio en su nombre. En 2019 se publicó el libro Fernando Villalón, centauro de pena, biografía novelada del escritor Eduardo J. Pastor Rodríguez. El hispanista francés Jaques Issorel fue nombrado en 2018 hijo predilecto de Morón de la Frontera por la recuperación y puesta en valor de la obra literaria de Fernando Villalón, editando sus poemarios y con la obra biográfica Fernando Villalón: la pica y la pluma.
Fernando Villalón aparece como personaje en la novela sobre la generación del 27 Hijos del mediodía (2006) de Eva Díaz Pérez. 
Adriano del Valle, Antonio Murciano y Pio Gómez Nisa le dedicaron unas poesías a su muerte, destacando la composición poética Coplas a la muerte de Fernando Villalón de Adriano Del Valle.
Las coplas Caracoles de Andaluces la Baja (1927), Marineras III y Garrochistas IV de Romances del 800 (1929) se emplean en la canción Bahía de Cádiz del álbum La leyenda del tiempo (1979) de Camarón de la Isla. En 2018 se publicó el álbum El barbuquejo en la barbaː homenaje a Fernando Villalón dónde el flamencólogo Pepe Marín y Calixto Sánchez musicalizan los poemas de Fernando Villalón. Pepe Alconchel incluyó en su álbum Pena y alegría en mis cantes (1998) el poema La soleá de Andalucía la Baja (1927). 
Concepción Ramos Ruiz murió en 1980 y las pertenencias de Fernando Villalón pasaron a manos de su sobrino, Miguel Oliveros Ramos.
Entre 1977 y 1980 Jacques Issorel inventarió los libros y revistas que habían quedado de la biblioteca de Fernando Villalón, que habían permanecido en manos de familiares. Era una biblioteca de unos mil volúmenes, pero ya faltaban algunos libros que se sabía que le habían pertenecido como Ámbito de Vicente Aleixandre o Cántico de Jorge Guillén. En la actualidad, esta biblioteca se ha perdido. En 2022 Jacques Issorel y Juan Diego Mata-Marchena publicaron un estudio sobre este tema, La biblioteca de Fernando Villalón. Hombre de campo y poeta, con la editorial Renacimiento.
En la actualidad se conserva un archivo personal de Fernando Villalón en el Centro de Estudios Lorquianos de Fuente Vaqueros.

## Obra
Su poesía es en ocasiones muy imaginativa y anticipa a veces el Surrealismo. Sin embargo, refleja un gran arraigo a Andalucía, especialmente al campo de Andalucía la Baja, con sus mulas y poesía taurina, el calor del verano, la sensibilidad hacia la naturaleza, la lírica popular, los gitanos, las siembras y olivares y las marismas. 

Una garrocha en el hombro,
cuatro herraduras de plata
y en la sombra del caballo
una acollarada galga.
No contesta a la perdiz
que tartamudea en las matas,
ni al arroyo que se ríe
sobre las chinas lavadas
812 de Romances del ochocientos (1929)

Dejó inéditas dos obras de teatro: Don Juan de los Plateros y El ingeniero y la draga (en colaboración con Adriano del Valle).
Entre 1925 y 1926 escribió un tratado en prosa, Taurofilia racial, que fue impreso por primera vez en Madrid en 1956.

### Poemarios publicados
- Andalucía la Baja (Sevilla, 1926)[19]
- La Toriada (Málaga, 1928), dedicada a Ignacio Sánchez Mejías
- Romances del Ochocientos (Málaga, 1929)
- Poesías completas (Madrid, 1944)
- Semblanzas de matadores (Fuente Vaqueros, 2002). Poemas inéditos conservados en el Museo Casa-Natal de Federico García Lorca en Fuente Vaqueros sobre distintos toreros.[51]